# 최금철
최금철(崔金哲, 1987년 2월 9일 ~ )은 북한의 전직 축구 선수로 포지션은 스트라이커였으며 코트디부아르와의 2010년 FIFA 월드컵 G조 조별리그 최종전에서 교체 선수로 출전했다.